# Banc Popular de la Xina
|  | No s'ha de confondre amb Banc de la Xina. |

El Banc Popular de la Xina (中国人民银行: Zhōngguó Rénmín Yínháng) (en anglès utilitza les sigles PBC o PBOC) és el banc central de la República Popular de la Xina, encarregat de dur a terme la política monetària i regular les institucions financeres a la Xina continental. Des de juliol de 2017 el Banc Popular de la Xina és el banc central amb més volum d'actius del món.
Fundat l'any 1948, el governador actual n'és Zhou XiaoChuang. La seu principal se situa a Pequín (capital de la Xina continental).

## Departaments
El Banc Popular de la Xina té 18 departaments funcionals:
- Departament d'Administració General
- Departament d'Afers Legals
- Departament de Política Monetària
- Departament de Mercats Financers
- Oficina d'Estabilitat Financera
- Enquestes Financeres i Departament d'Estadística
- Comptabilitat i Tresoreria
- Departament de Sistemes de Pagaments
- Departament de Tecnologia
- Oficina de divises, or i plata
- Oficina del Tresor Públic
- Departament Internacional
- Departament d'Auditoria Interna
- Departament de personal
- Oficina d'Investigació
- Oficina del Sistema d'Informació de Crèdit
- Departament Anti-Rentat de Diners (Oficina de Seguretat)
- Departament de Formació

## Tipus d'interès
Antigament, els tipus d'interès fixats pel banc eren sempre divisibles per 9, en comptes de 25 com és habitual a la resta del món. No obstant això, el banc central va començar a augmentar les taxes en 0,25 punts percentuals el 19 d'octubre de 2010 i actualment ja no és així.
Darrers canvis en el tipus d'interès del Banc Popular de la Xina:
| Data canvi       | Tipus d'interès |
| ---------------- | --------------- |
| 25 agost 2015    | 4,600%          |
| 27 juny 2015     | 4,850%          |
| 10 maig 2015     | 5,100%          |
| 28 febrer 2015   | 5,350%          |
| 21 novembre 2014 | 5,600%          |
| 6 juliol 2012    | 6,000%          |
| 8 juny 2012      | 6,310%          |
| 7 juliol 2011    | 6,560%          |
| 6 abril 2011     | 6,310%          |
| 9 febrer 2011    | 6,060%          |
| 26 desembre 2010 | 5,810%          |